# CBN Curitiba
CBN Curitiba é uma emissora de rádio brasileira sediada em Curitiba, capital do estado do Paraná. Opera no dial FM na frequência 95,1 MHz, e é afiliada à CBN. A emissora pertence ao Grupo Amarildo Lopes, responsável também pela CBN Londrina, e por mais de 20 anos, a frequência foi operada pela Rede Transamérica, funcionando como filial da extinta rede Transamérica Light. Seus estúdios estão no Edifício The Five East Batel, no Centro, e seus transmissores estão no bairro do Pilarzinho, na torre da Transamérica Curitiba.

## História
A emissora foi fundada como Exclusiva FM. De propriedade de Luís Guilherme Mussi, a rádio era integrante do Grupo Exclusiva, que ainda tinha uma emissora de televisão e uma produtora. Seu formato era segmentado no estilo adulto-contemporâneo. Em 29 de março de 1999, dia do aniversário de Curitiba, a rádio se tornou a primeira afiliada da rede Transamérica Light, uma das 3 vertentes de programação criadas pela Rede Transamérica para impulsionar a marca (as vertentes Pop e Hits surgiriam nos anos seguintes). A segmentação da nova rede era a mesma da antiga Exclusiva FM. Na época foi ventilado uma possível compra da emissora pelo Grupo Alfa, o que foi desmentido.

Identificação da Transamérica Light de Curitiba. A arte foi adaptada em 2019, quando passou a ser identificada como Light FM.

Em julho de 2000, o Grupo Alfa fecha a compra da Transamérica Light Curitiba e a transforma em filial da rede. A compra da rádio também incluiu a então TV Exclusiva (que virou TV Transamérica) e a Exclusiva Produtora. A emissora passava então a operar em conjunto com a Transamérica Pop Curitiba, sendo que em 2004 passou a dividir transmissões esportivas. Num primeiro momento, a filial de Curitiba era a sede da rede Transamérica Light, depois passando para São Paulo.
Ao contrário das vertentes Pop e Hits, a Transamérica Light teve muitas dificuldades para conseguir afiliadas. Com expansão fraca, a Transamérica Light Curitiba recorrentemente aparecia como única afiliada da rede. A 95.1 MHz de Curitiba também não conseguia audiência satisfatória, sempre aparecendo nas últimas colocações das pesquisas. O motivo apontado pelo mercado local era a inserção de programação esportiva, que causava conflito de público. Em 2018, 1 ano após a rede Transamérica Light perder a única afiliada que estava no ar, a 95.1 MHz de Curitiba foi relançada com a estreia de novas atrações e programetes, tornando a emissora cada vez mais voltada ao público local. A sua estrutura técnica também passou por ajustes.
No segundo semestre de 2019, a Transamérica Light acompanhou o processo de mudança da Rede Transamérica (unificando as portadoras Pop e Hits numa rede de rádio de formato "jovem/adulto-contemporâneo") e iniciou período de transição de marca, passando a se identificar apenas pela frequência. A ideia era usar a marca "Transamérica" apenas na filial que até então adotava a vertente Pop. Na época, o radialista Mauro Mueller foi contratado para assumir a coordenação de programação. No final de novembro de 2019, a emissora passava a se chamar Light FM.
Em 3 de setembro de 2021, foi ao ar a última edição do programa Light News, um dos mais longevos da emissora e que era apresentado por Maria Rafart. A opção foi da própria apresentadora, que se aposentou dos microfones para se dedicar a carreira de psicóloga. Em 18 de outubro de 2021, toda a equipe da Light FM foi demitida após confirmação da compra da emissora pelo empresário Amarildo Lopes, dono de um conglomerado de rádios sediado em Londrina. Na ocasião, foi anunciado o relançamento da CBN Curitiba na frequência, a partir de novo acordo com o Sistema Globo de Rádio depois que este encerrou a parceria de 26 anos com a emissora controlada pelo Grupo JMalucelli. A nova administração assumiu a 95.1 MHz nos primeiros minutos do dia 1.º de novembro de 2021. Os novos estúdios passaram a ser localizados no edifício The Five East Batel, no Centro de Curitiba. Apesar da mudança, boa parte da equipe de profissionais que atuava na antiga frequência foi absorvida, incluíndo a programação da emissora. O jornalista Gil Rocha, que estava na Rádio Banda B, foi contratado para assumir a direção de jornalismo. Outra novidade foi a contratação do jornalista Luiz Geraldo Mazza, que era um dos principais comentaristas de política da antiga CBN Curitiba (atuando entre 1995 e 2019).

## Programas e comunicadores
- CBN Curitiba 1° Edição (Lucian Pichetti)
- CBN Curitiba Esportes (Gil Rocha, Ayrton Baptista Jr. e Carneiro Neto)
- CBN Curitiba 2° Edição (Joyce Carvalho)

### Colunistas
- Áurea Regina de Sá (CBN Se Liga)
- Bia Kunze (Bombou na Internet)
- Carneiro Neto
- Cynthia Duarte (Pedala Curitiba)
- Daniela Leluddak (Carreira & Mercado de Trabalho)
- Douglas Zela (CBN Empreendorismo)
- Eduardo Fenianos (CBN Histórias & Reflexões)
- Eugênio Mussak (Vida e Carreira)
- Fernanda Musado (CBN Marketing Digital)
- Luís Celso Jr. (Sexta é dia de Cerveja)
- Luiz Carlos Mazza
- Marden Machado (Dicas de Cinema)
- Paula Martins (Criança na Platéia)
- Paulo Mendes Jr. (CBN Saúde)
- Ricardo Reis (Metro Quadrado)
- Rosângela Britto (CBN Criança & Juventude)
- Silvio Barros (CBN Cidadania & Sustentabilidade)

#### Outras colunas
- Divã CBN

## Equipe Esportiva
Narradores
- Carlos Martins
- Keila Mara
- Nelinton Rosenau

Comentaristas
- Carneiro Neto
- Lycio Vellozo Ribas
- Serginho Prestes
- Valmir Gomes

Repórteres
- Edson Thomaz
- Henrique Giglio
- Luiz Ferraz
- Marco Assef
- Rafael Morientes

Central da Bola
- Henry Xavier

Coordenação
- Ayrton Baptista Jr.

## Cobertura
A emissora tem uma importante estrutura técnica, além da Grande Curitiba cobre diversos pontos do litoral paranaense assim como através de um sinal parcial o Campos Gerais, sul de São Paulo e Planalto Norte catarinense.